# Омон-Обрак
Омо́н-Обра́к (фр. Aumont-Aubrac) — колишній муніципалітет у Франції, у регіоні Окситанія, департамент Лозер. Населення — 1104 осіб (2011).
Муніципалітет був розташований на відстані близько 470 км на південь від Парижа, 135 км на північ від Монпельє, 29 км на північний захід від Манда.

## Історія
До 2015 року муніципалітет перебував у складі регіону Лангедок-Русійон. Від 1 січня 2016 року належав до нового об'єднаного регіону Окситанія.
1 січня 2017 року Омон-Обрак, Ла-Шаз-де-Пейр, Фо-де-Пейр, Жаволь, Сент-Коломб-де-Пейр i Сен-Совер-де-Пейр було об'єднано в новий муніципалітет Пейр-ан-Обрак.

## Демографія
Динаміка населення (Cassini ):
Розподіл населення за віком та статтю (2006):
| Стать | Всього | До 15 років | 15-24 | 25-44 | 45-64 | 65-85 | Понад 85 |
| --- | ------ | ----------- | ----- | ----- | ----- | ----- | -------- |
| Чоловіки | 528    | 72          | 48    | 140   | 132   | 124   | 12       |
| Жінки | 580    | 96          | 52    | 140   | 112   | 140   | 40       |
| \| Статево-вікова піраміда \| Статево-вікова піраміда \| Статево-вікова піраміда \| \| ----------------------- \| ----------------------- \| ----------------------- \| \| Чоловіки \| Вік \| Жінки \| \| 12 \| 85 + \| 40 \| \| 20 \| 80-84 \| 20 \| \| 24 \| 75-79 \| 36 \| \| 36 \| 70-74 \| 40 \| \| 44 \| 65-69 \| 44 \| \| 24 \| 60-64 \| 20 \| \| 16 \| 55-59 \| 28 \| \| 48 \| 50-54 \| 28 \| \| 44 \| 45-49 \| 36 \| \| 24 \| 40-44 \| 56 \| \| 36 \| 35-39 \| 24 \| \| 28 \| 30-34 \| 16 \| \| 52 \| 25-29 \| 44 \| \| 28 \| 20-24 \| 12 \| \| 20 \| 15-20 \| 40 \| \| 40 \| 10-14 \| 32 \| \| 12 \| 5-9 \| 40 \| \| 20 \| 0-4 \| 24 \| |        |             |       |       |       |       |          |
| Статево-вікова піраміда |        |             |       |       |       |       |          |
| Чоловіки | Вік    | Жінки       |       |       |       |       |          |
| 12 | 85 +   | 40          |       |       |       |       |          |
| 20 | 80-84  | 20          |       |       |       |       |          |
| 24 | 75-79  | 36          |       |       |       |       |          |
| 36 | 70-74  | 40          |       |       |       |       |          |
| 44 | 65-69  | 44          |       |       |       |       |          |
| 24 | 60-64  | 20          |       |       |       |       |          |
| 16 | 55-59  | 28          |       |       |       |       |          |
| 48 | 50-54  | 28          |       |       |       |       |          |
| 44 | 45-49  | 36          |       |       |       |       |          |
| 24 | 40-44  | 56          |       |       |       |       |          |
| 36 | 35-39  | 24          |       |       |       |       |          |
| 28 | 30-34  | 16          |       |       |       |       |          |
| 52 | 25-29  | 44          |       |       |       |       |          |
| 28 | 20-24  | 12          |       |       |       |       |          |
| 20 | 15-20  | 40          |       |       |       |       |          |
| 40 | 10-14  | 32          |       |       |       |       |          |
| 12 | 5-9    | 40          |       |       |       |       |          |
| 20 | 0-4    | 24          |       |       |       |       |          |

## Економіка
2010 року серед 622 осіб працездатного віку (15—64 років) 493 були активними, 129 — неактивними (показник активності 79,3%, у 1999 році було 71,1%). З 493 активних мешканців працювали 464 особи (247 чоловіків та 217 жінок), безробітними було 29 (7 чоловіків та 22 жінки). Серед 129 неактивних 30 осіб було учнями чи студентами, 59 — пенсіонерами, 40 були неактивними з інших причин.

У 2010 році в муніципалітеті числилось 500 оподаткованих домогосподарств, у яких проживали 1074,0 особи, медіана доходів виносила 17 211 євро на одного особоспоживача